# 20ª edizione dei Directors Guild of America Award
La 20ª edizione dei Directors Guild of America Award si è tenuta nel corso del 1968 e ha premiato il migliore regista cinematografico e televisivo del 1967.

## Cinema

### Vincitore e candidati
- Mike Nichols – Il laureato (The Graduate)
- Robert Aldrich – Quella sporca dozzina (The Dirty Dozen)
- James Clavell – La scuola della violenza (To Sir, with Love)
- Stanley Donen – Due per la strada (Two for the Road)
- Stuart Rosenberg – Nick mano fredda (Cool Hand Luke)
- Joseph Strick – Ulysses

### Finalisti
- Richard Brooks – A sangue freddo (In Cold Blood)
- Norman Jewison – La calda notte dell'ispettore Tibbs (In the Heat of the Night)
- Stanley Kramer – Indovina chi viene a cena? (Guess Who's Coming to Dinner)
- Arthur Penn – Gangster Story (Bonnie and Clyde)

## Televisione

### Vincitore e candidati
- George Schaefer – CBS Playhouse per l'episodio Do Not Go Gentle Into That Good Night
- Greg Garrison – The Dean Martin Show per l'episodio di Natale del 21 dicembre 1967
- Jack Haley Jr. – Movin with Nancy
- Robert Henry – The Andy Williams Show
- Clark Jones – The Carol Burnett Show
- Michael Ritchie – The Outsider

### Finalisti
- Earl Bellamy – Le spie (I Spy) per l'episodio Apollo
- Paul Bogart – CBS Playhouse per l'episodio Dear Friends
- Dwight Hemion – Herb Alpert & The Tijuana Brass
- Paul Stanley – Missione Impossibile (Mission: Impossible) per gli episodi The Council (Part 1) e The Council (Part 2)

## Premi speciali

### Premio D.W. Griffith
- Alfred Hitchcock

### Premio per il membro onorario
- Darryl F. Zanuck